# لاورو دياز كاسترو
لاورو دياز كاسترو هو سياسي مكسيكي، ولد في 16 ديسمبر 1941 في Guamúchil ‏ في المكسيك، وتوفي في 25 يوليو 2003 في مدينة مكسيكو في المكسيك بسبب سرطان. نشط حزبياً في الحزب الثوري المؤسساتي. وقد انتخب عضو مجلس الشيوخ المكسيكي ‏.